# Pete "El Conde" Rodríguez
Pedro Juan Rodríguez Ferrer (31 januari 1933, Barrio Cantera, Ponce, Puerto Rico – 1 december 2000, The Bronx, New York), beter bekend als Pete "El Conde" Rodríguez, was een Puerto Ricaans salsazanger en percussionist. Hij maakte deel uit van de Fania All-Stars.

## Biografie

### Jonge jaren
Rodríguez begon op vijfjarige leeftijd met muziek maken. Hij speelde bongo's in het kwartet van zijn vader, El Conjunto Gondolero. Vijf jaar na de dood van zijn vader verhuisde Rodriguez (17) in 1950 naar New York. Hij doorliep er de Patrick Henry High School en volgde een drukkersopleiding. Hij werkte als drukker, maar werd vanwege zijn afkomst niet toegelaten tot de vakbond. In 1953 ging Rodriguez voor drie jaar in militaire dienst; hij was paratrooper Fort Benning (Georgia) en Fort Bragg ( North Carolina) ten tijde van de rassensegregatie. 

### Hoogtijdagen van de salsa
Na zijn terugkeer in New York trad Rodriguez op als zanger en congaspeler met La Oriental Cubana, Los Jovenes Estrella de Cuba en Hector Ceno’s La Novel. Op een avond in Los Panchos, een club in de Bronx, werd hij ontdekt door bandleider Johnny Pacheco. In 1963 verscheen zijn debuutalbum Suavito.
Een jaar later, in 1964, richtten Pacheco en zijn advocaat Jerry Masucci het Fania-label op. Canonazo was de eerste van zeven albums die Rodriguez met Pacheco opnam. Daarna volgden nog o.a. La Perfecta Combinacion (1970), Los Compadres (1971) en Tres De Cafe Y Dos De Azucar (1973). Daarnaast sloot Rodriguez zich in 1968 aan bij de Fania All-Stars, een supergroep bestaande uit de beste salsazangers en muzikanten die het label op dat moment te bieden had. 
In 1974 verliet Rodriguez de Fania All-Stars voor een succesvolle solocarrière; El Conde, zijn eerste album onder eigen naam, verscheen nog datzelfde jaar en leverde hem een award op. De opvolger Este Negro Si Es Sabroso werd met een negende plaats tot een van de beste salsaplaten van 1976 werd verkozen. Op dit album stonden o.a. Catalina La O, een van zijn bekendste nummers, en het door Tite Curet Alonzo geschreven La Abolición waarin de afschaffing van de slavernij in de Caraïben en Latijns-Amerika. Vanwege zijn eigen ervaringen met discriminatie zou Rodriguez gedurende de hoogtijdagen van de salsa ook andere vrijheidsliederen opnemen. 

### Latere carrière
In de jaren tachtig, tijdens de nadagen van Fania en de All-Stars, ging Rodriguez weer samenwerken met Pacheco; tussen 1983 en 1989 namen ze vier albums op. Salsobita uit 1987 werd genomineerd voor een Grammy Award. In 1990 ging Rodriguez weer solo verder; hij zou nog twee albums opnemen en scoorde in 1993 een hit met Esos Tus Ojos Negros. Rond 2000 werd Rodriguez door bandleider Tito Puente gevraagd als leadzanger op een album met nummers van de wijlen Benny Moré. Het album werd postuum uitgebracht omdat Puente op 31 mei 2000 aan een hartaanval bezweek. Rodriguez had ook hartproblemen, maar weigerde net als Puente een bypassoperatie en kwam 1 december 2000 op 67-jarige leeftijd te overlijden. Hij werd begraven in Bayamón, Puerto Rico.

## Familie
Rodriguez heeft twee kinderen die eveneens in de salsa terecht zijn gekomen: zoon Pete Rodriguez als trompettist en bandleider (tevens in de jazz), en dochter Cita Rodriguez als zangeres.

## Discografie
- Sua' vito (1963)
- Cañonazo (1964)
- Swing (Con El Conjunto Sensacion) (1965)
- Sabor Típico (1967)
- La Perfecta Combinación (1970)
- Los Compadres (1971)
- Tres de Café y Dos de Azúcar (1973)
- El Conde (1974)
- Este Negro Si Es Sabroso (1976)
- A Touch of Class (1978)
- Soy la Ley (1979)
- Celia, Johnny and Pete (1980)
- Fiesta Con "El Conde" (1982)
- Salsobita (1987)
- El Rey (1990)
- Generaciones (1993)
- Pete & Papo (1996)
- 35 Aniversario En Vivo! En El Teatro La Perla En Ponce P.R (1996)

## Filmografie
- Our Latin Thing (Fania 1972)
- Salsa (Fania, 1974)
- Celia cruz and the Fania All Stars In Africa (Fania, 1993)
- Live (Fania, 1995)
- Soul Power (2009)

## Soundtracks
- Piñero (2001)
- El Cantante (2006)